# المدرسة السلطانية
المدرسة السلطانية هي مجمع مدرسة يقع على الجانب الآخر من مدخل القلعة في المدينة القديمة في حلب السورية. وهو مجمع ديني وتعليمي وجنائزي. يحتوي على قبر السلطان الظاهر غازي الأيوبي، ابن السلطان صلاح الدين. ومع ذلك، تظهر صور الأقمار الصناعية أن المدرسة قد فُجِّرَت، ربما على يد متطرفين خلال الحرب الأهلية السورية.

## طالع أيضًا
- مدرسة الفردوس
- المدرسة العثمانية
- المدرسة الظاهرية البرانية
- حلب القديمة
- المدرسة الخسروية
- تاريخ القباب العربية والأوروبية الغربية في العصور الوسطى [الإنجليزية]